# Erepta odontina
Erepta odontina е вид коремоного от семейство Helicarionidae. Видът е застрашен от изчезване.

## Разпространение
Разпространен е в Мавриций.